# Alexander Coutanche, Baron Coutanche

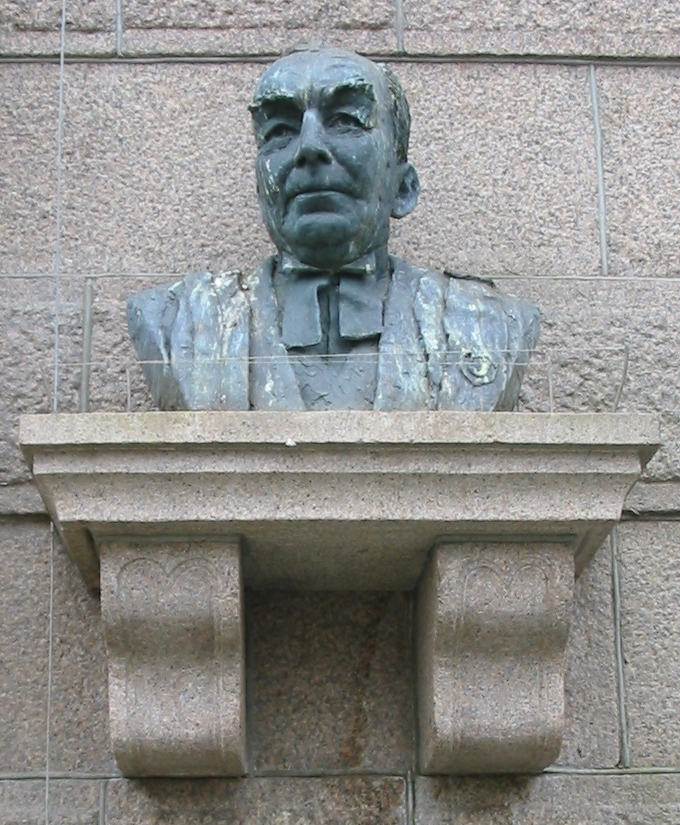
Büste von Alexander Coutanche, Baron Coutanche, auf dem Royal Square von Saint Helier

Alexander Moncrieff Coutanche, Baron Coutanche (* 9. Mai 1892 in Saint Saviour, Jersey; † 18. Dezember 1973 in Saint Brélade, Jersey) war ein britischer Jurist und Politiker der Conservative Party, der von 1935 bis 1961 Vogt (Bailiff) des Kronbesitzes Jersey war und 1961 als Life Peer aufgrund des Life Peerages Act 1958 Mitglied des House of Lords wurde.

## Leben

### Studium, Rechtsanwalt und Erster Weltkrieg
Nach dem Besuch der La Chasse Preparatory School, der High School in Jersey sowie des Victoria College absolvierte Coutanche ein Studium der Rechtswissenschaften an der Universität Caen. Danach schloss er das Aufnahmeexamen an der Carlisle and Gregson’s London Academy ab, um in den Kolonialverwaltungsdienst für Indien einzutreten. Allerdings wurde er aus gesundheitlichen Gründen zurückgewiesen und nahm nach seiner anwaltlichen Zulassung bei der Anwaltskammer (Inns of Court) von Middle Temple eine Tätigkeit als Barrister in der Anwaltskanzlei von John Beaumont auf.
1913 erhielt Coutanche seine anwaltliche Zulassung bei der Anwaltskammer von Jersey und arbeitete nach Beginn des Ersten Weltkrieges 1914 zunächst als Assistent eines Regierungssekretärs in Jersey. Aufgrund seiner angeschlagenen Gesundheit war es ihm nicht möglich, den regulären Militärdienst aufzunehmen, so dass er zur Unterstützung der British Army eine Tätigkeit in einer Munitionsfabrik begann, in der er vom einfachen Arbeiter zum Manager aufstieg. 1915 erhielt er zudem die Zulassung als Rechtsanwalt in England.
1917 begann Coutanche seinen Freiwilligendienst als Mitarbeiter der Kommission für Kriegsansprüche (War Claims Commission) und wurde als solcher im Rang eines Leutnants nach Belgien versetzt, wo ihm das Kriegskreuz und das Ritterkreuz des Kronenordens verliehen wurde. 1920 schied er im Rang eines Hauptmanns aus dem Militärdienst aus und arbeitete danach zunächst als Rechtsanwalt in London, ehe er aufgrund der Erkrankung seines Vaters sich als Rechtsanwalt auf Jersey niederließ.

### Politische Laufbahn und Bailiff von Jersey
1922 wurde Coutanche im Wahlkreis Saint Helier zum Abgeordneten des Parlaments (States of Jersey) gewählt.
Drei Jahre später erfolgte 1925 seine Berufung zum Solicitor General und begann in dieser Funktion mit der Reform der juristischen Abteilung der Inselverwaltung, aber auch des Parlaments. Nach sechsjähriger Tätigkeit als Solicitor-General wurde er 1931 Generalstaatsanwalt (Attorney General) und bemühte sich in der Folgezeit um Reformen bei Gerichtsverfahren wie zum Beispiel durch Einführung der englischen Sprache als einheitliche Sprache vor Gerichten. Er selbst verlas als erster Generalstaatsanwalt eine Anklageschrift in englischer Sprache.
Nach dem Rücktritt von Charles Edward Malet de Carteret am 27. August 1935 wurde Coutanche als dessen Nachfolger zum Vogt (Bailiff) der Kronbesitzung Jersey ernannt. Er war der letzte Bailiff, der auf Lebenszeit ernannt wurde und zugleich der letzte Inhaber dieses Amtes, der ohne die heute obligatorische Beratung im Parlament von Jersey berufen wurde.
In seine Amtszeit als Bailiff fiel im Laufe des Zweiten Weltkrieges am 27. September 1940 die Besetzung der Kanalinseln durch die deutsche Wehrmacht. Während vor der deutschen Besetzung der Einfluss der States of Jersey zu wachsen begann, wurde durch die Besetzung Jerseys zwischen 1940 und 1945 die Notwendigkeit der zentralen Entscheidungsgewalt in Person des Bailiffs deutlich, um das eigenständige Leben der Insel aufrecht zu halten. In der Besatzungszeit war er zugleich Vorsitzender des Obersten Rates von Jersey (Supreme Court of Jersey).
Nach Kriegsende war er maßgeblich an der Reform des Verfassungssystems im Jahr 1948 beteiligt, die dazu führte, dass die Mitgliedschaft der Richter (Jurat) im Parlament durch die der Senatoren ersetzt wurde, was zu einer stärkeren Abgrenzung von Legislative und Judikative führte. Die politische Führung lag damit deutlicher auf den Senatoren als ausschließlich gewählte politische Vertreter.

### Oberhausmitglied
Durch ein Letters Patent vom 11. Juli 1961 wurde Coutanche, der 1946 zum Knight Bachelor geschlagen wurde und seither den Namenszusatz „Sir“ führte, als Life Peer mit dem Titel Baron Coutanche, of St Brelade in Jersey and of the City of Westminster, in den Adelsstand erhoben und war damit bis zu seinem Tod Mitglied des House of Lords.
Zunächst gehörte er dem Oberhaus als sogenannter Crossbencher an, ehe er nach seinem Rücktritt als Bailiff und der darauf folgenden Ablösung durch Cecil Stanley Harrison in diesem Amt am 14. November 1961 der Fraktion der Conservative Party beitrat.
Baron Coutanche wurde für seine Verdienste sogenannter „Bencher“ der Anwaltskammer von Middle Temple und erhielt außerdem einen Ehrendoktor der Rechtswissenschaften (Hon. LL.D.) von der Universität Caen.

## Veröffentlichungen
- Dictionary of Anglo-Belgian Law, Mitautor Lionel E. F. Anspach, Verlag F. B. Rothman, 1920

## Hintergrundliteratur
- Hugh Raymond Spilsbury Pocock (Herausgeber): The memoirs of Lord Coutanche: a Jerseyman looks back, 1975